# Tetratheca gunnii
Tetratheca gunnii är en tvåhjärtbladig växtart som beskrevs av J. D. Hook.. Tetratheca gunnii ingår i släktet Tetratheca och familjen Elaeocarpaceae. Inga underarter finns listade i Catalogue of Life.